# دالاگاه
دالاگاه (به لاتین: Dalaqo) یک منطقه مسکونی در جمهوری آذربایجان است که در شهرستان قوبا واقع شده‌است. دالاگاه ۲۳۸ نفر جمعیت دارد.

## ریشه واژه
دالا شکل تغییریافته واژه تالا در ترکی آذربایجانی به‌معنی محل سکونت یا موقعیت مکانی به زبان تاتی قفقاز است و قو همانند زبان تالشی پسوند مکان به‌معنی گاه است و دالاقو یا دالاگاه به‌معنی محل سکونت و زندگی است.